# Elżbieta Wolicka-Wolszleger

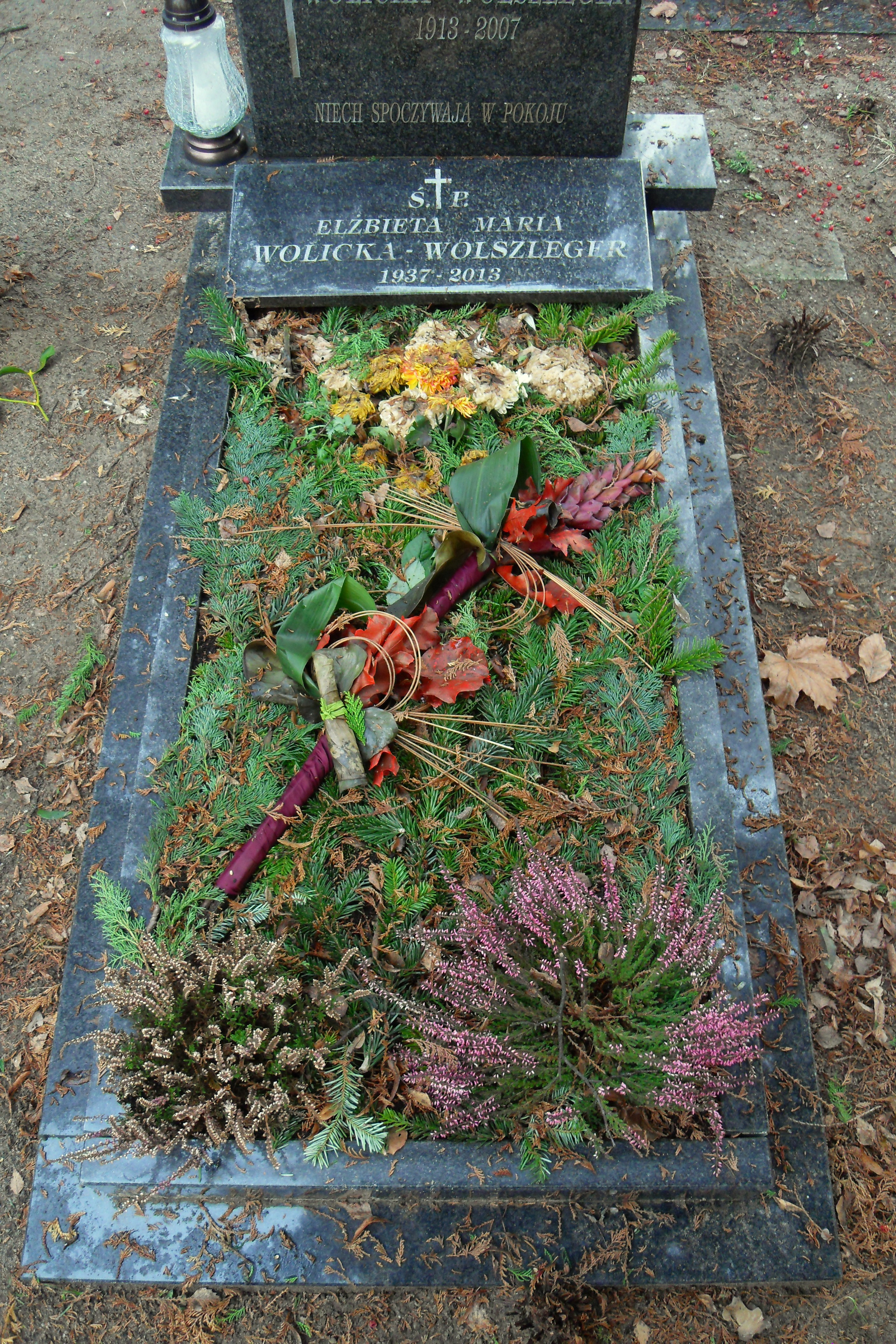
Grób na gdańskim cmentarzu Oliwskim

Elżbieta Maria Wolicka-Wolszleger (ur. 3 września 1937 w Warszawie, zm. 24 maja 2013) – polski filozof, historyk sztuki, artystka malarka, eseistka i tłumaczka, prof. dr hab. nauk humanistycznych, wykładowca Katolickiego Uniwersytetu Lubelskiego (KUL) w Instytut Historii Sztuki na Wydziale Nauk Humanistycznych.

## Życiorys
W 1964 ukończyła studia w Państwowej Wyższej Szkole Sztuk Plastycznych w Gdańsku, w 1968 studia filozoficzne na Katolickim Uniwersytecie Lubelskim. W latach 1968–1981 była pracownikiem Katedry Metafizyki Wydziału Filozofii Chrześcijańskiej KUL, najpierw jako asystent, następnie jako adiunkt, w 1976 obroniła pracę doktorską Filozofia znaku według Jana od św. Tomasza napisaną pod kierunkiem Mieczysława Alberta Krąpca. W 1981 została adiunktem w Katedrze Historii Doktryn Artystycznych KUL, od 1990 do 2004 kierowała tą katedrą, przemianowaną w 1992 na Katedrę Teorii Sztuki i Historii Doktryn Artystycznych. W 1990 mianowana docentem. W 1985 habilitowała się w Instytucie Sztuki PAN (na podstawie pracy Mit - symbol rozwinięty: w kręgu platońskiej hermeneutyki mitów), ale tytuł zatwierdzono jej dopiero w 1989, w 1998 mianowana profesorem.
Należała do Komisji Uczelnianej NSZZ „Solidarność” (1981-1982). Od 1993 była członkiem redakcji miesięcznika "Znak". 
Zmarła 24 maja 2013. Pochowana 7 czerwca w Gdańsku, na cmentarzu Oliwskim (kwatera 4-2-15).
4 czerwca 2013 pośmiertnie odznaczona Krzyżem Oficerskim Orderu Odrodzenia Polski.

## Publikacje

### Własne
- Byt i znak: filozoficzne podstawy semiotyki Jana od św. Tomasza: rozprawa doktorska (1982)
- Mit - symbol rozwinięty: w kręgu platońskiej hermeneutyki mitów (1989)
- Mimetyka i mitologia Platona: u początków hermeneutyki filozoficznej (1994)
- Próby filozoficzne: w kręgu wybranych zagadnień "filozofii wieczystej" i współczesnej antropologii (1997)
- Rozważania wokół Kanta : prolegomena do filozofii kultury jako krytyki władz podmiotu (2002)
- Narracja i egzystencja: "Droga okrężna" Paula Ricoeura od hermeneutyki do ontoantropologii (2010)
- Obrazy są korzeniami myśli (2010)

### Tłumaczenia
- Antoni (Bloom) Odwaga modlitwy (1987)
- Paul Evdokimov Kobieta i zbawienie świata (1991)
- Elżbieta Ettinger Hannah Arendt, Martin Heidegger (1998)
- Gustave Thibon Płodne złudzenie (1998)